# This Note's for You
This Note's for You es el decimoctavo álbum de estudio del músico canadiense Neil Young, publicado por la compañía discográfica Reprise Records en abril de 1988.
El álbum, el primero que el músico publicó tras su marcha de Geffen Records, supuso la primera incursión de Young en el R&B y el blues al incorporar una sección de vientos a la mayoría de las canciones. Conceptualmente, parte de las canciones critican la comercialización del rock and roll y de las giras musicales en particular, siendo el tema que da título al disco un comentario social sobre los patrocinios. 
Originalmente acreditado a Neil Young & The Bluenotes, This Note's for You fue en sucesivas reediciones acreditado exclusivamente a Neil Young debido a la denuncia que Harold Melvin, fundador del grupo Harold Melvin and the Blue Notes, realizó contra el músico. Además, la banda de respaldo que Young usó en el álbum se rebautizó como Ten Men Workin'. 
La canción «This Note's for You», publicada como sencillo, incluyó un videoclip promocional en el que Young parodió el rock corporarivo, las pretensiones de la publicidad y la figura de Michael Jackson, cuyo pelo aparece envuelto en llamas. El video también incluye parodias de anuncios en los que aparecen cantantes como el propio Jackson y Whitney Houston, así como personajes populares como Spuds MacKenzie. El propio título de la canción parodia la campaña de publicidad de Budweiser «This Bud's for You». Aunque fue inicialmente prohibido por la MTV debido a la denuncia que presentaron abogados de Jackson, su popularidad en MuchMusic hizo que MTV reconsiderara su decisión y acabó emitiéndolo. Además, ganó el MTV Video Music Awards al mejor vídeo de 1989 y fue nominado al Grammy en la categoría de mejor video musical conceptual.
La portada del álbum muestra una fotografía tomada en la parte trasera del bloque 200 de Main Street de Winnipeg, que albergó el Blue Note Cafe, en el que solía tocar el propio Neil Young.
«Ordinary People», un descarte de las sesiones de grabación de This Note's for You» y descrita como «un "Cortez the Killer" con sección de vientos», fue finalmente publicada casi veinte años después en el álbum Chrome Dreams II'. 

## Recepción
Tras su publicación, This Note's for You obtuvo críticas mixtas de la prensa musical. William Ruhlmann de Allmusic escribió: «This Note's for You fue un nuevo fracaso comercial para Neil Young, y era aparente que, para volver a ganarse a su público, debía volver a hacer el tipo de música que sus seguidores querían una década antes». Robert Christgau comentó: «Aquellos que detectan una composición más segura y una guitarra más difícil en medio de una sección de vientos excéntrica tiene razón, pero los vientos hacen esos detalles irrelevantes cuando no inescuchables».
A nivel comercial, This Note's for You mantuvo la tendencia de trabajos publicados a lo largo de la década de 1980 bajo su contrato con Geffen Records. En los Estados Unidos, el álbum alcanzó el puesto 61 en la lista Billboard 200, mientras que en el Reino Unido llegó al puesto 56 de la lista UK Albums Chart. Por otra parte, el sencillo «Ten Men Workin'» llegó al puesto 6 de la lista estadounidense Mainstream Rock Tracks, mientras que «This Note's for You» alcanzó la posición 16.

## Lista de canciones
Todas las canciones escritas y compuestas por Neil Young. 
| N.º | Título                     | Duración |  |
| 1.  | «Ten Men Workin'»          | 6:28     |  |
| 2.  | «This Note's For You»      | 2:05     |  |
| 3.  | «Coupe De Ville»           | 4:18     |  |
| 4.  | «Life in the City»         | 3:13     |  |
| 5.  | «Twilight»                 | 5:54     |  |
| 6.  | «Married Man»              | 2:38     |  |
| 7.  | «Sunny Inside»             | 2:36     |  |
| 8.  | «Can't Believe Your Lyin'» | 2:58     |  |
| 9.  | «Hey Hey»                  | 3:05     |  |
| 10. | «One Thing»                | 6:02     |  |

## Personal
- Neil Young: guitarra y voz
- Chad Cromwell: batería
- Rick Rosas: bajo
- Frank Sampedro: teclados
- Steve Lawrence: saxofón tenor
- Ben Keith: saxofón alto
- Larry Cragg: saxofón barítono
- Claude Cailliet: trombón
- John Fumo: trompeta
- Tom Bray: trompeta

## Posición en listas
| País           | Lista                 | Posición |
| -------------- | --------------------- | -------- |
| Australia      | ARIA Albums Chart     | 45       |
| Canadá         | Canadian Albums Chart | 26       |
| Estados Unidos | Billboard 200         | 61       |
| Reino Unido    | UK Albums Chart       | 56       |
| Países Bajos   | Mega Album Top 100    | 50       |
| Suecia         | Albums Top 60         | 22       |

| Sencillo              | Lista                  | Posición más alta |
| --------------------- | ---------------------- | ----------------- |
| «This Note's for You» | Mainstream Rock Tracks | 19                |
| «Ten Men Workin'»     | Mainstream Rock Tracks | 6                 |